# Trevor Jones
Trevor Jones, celým jménem Trevor Alfred Charles Jones (* 23. března 1949, Kapské Město, Jihoafrická republika) je britský hudební skladatel, autor a aranžér filmové hudby.

## Vybraná filmografie
- 2006 – Chaos
- 2004 – Cesta kolem světa za 80 dní
- 2003 – Liga výjimečných
- 2002 – Crossroads
- 2001 – Z pekla
- 2000 – Třináct dní
- 1999 – Notting Hill
- 1998 – Hranice zoufalství
- 1998 – Krev andělů
- 1998 – Max a Kevin
- 1998 – Merlin (TV film)
- 1997 – G.I. Jane
- 1995 – Gulliverovy cesty 1, Gulliverovy cesty 2
- 1995 – Skrýš
- 1994 – Polibek smrti
- 1993 – Cliffhanger
- 1993 – Ve jménu otce
- 1992 – Criss - Cross
- 1992 – Freejack
- 1992 – Poslední Mohykán
- 1992 – Vlak smrti (TV film)
- 1991 – Za každou cenu
- 1990 – Za ranního rozbřesku (TV film)
- 1989 – Moře lásky
- 1988 – 'Dominick a Eugene
- 1988 – Hořící Mississippi
- 1987 – Andělské srdce
- 1986 – Labyrint
- 1985 – Splašený vlak
- 1984 – Poslední dny Pompejí
- 1983 – Poslední pirát
- 1982 – Temný krystal
- 1981 – Excalibur
- 1979 – Život Briana (pouze aranžmá)

## Vybraná bibliografie
- Cooper, David, Christopher Fox & Ian Sapiro (eds.), CineMusic? Constructing the Film Score, Cambridge Scholars Publishing, 2008. Book page on publisher's website (anglicky)
- Sapiro, Ian & David Cooper, "Spotting, Scoring, Soundtrack: The Evolution of Trevor Jones's Score for Sea of Love", 17-32 in CineMusic? Constructing the Film Score, edited by David Cooper, Christopher Fox & Ian Sapiro. Cambridge Scholars Publishing, 2008.